# Strebla
Genre
Strebla est un genre de diptères de la famille des Hippoboscidae. Les espèces de ce genre parasitent les chauves-souris.

## Liste d'espèces
Selon Catalogue of Life (10 janvier 2016) :
- Strebla altmani Wenzel, 1966
- Strebla alvarezi Wenzel, 1966
- Strebla asternalis Wenzel, 1976
- Strebla carvalhoi Graciolli, 2003
- Strebla christinae Wenzel, 1966
- Strebla chrotopteri Wenzel, 1976
- Strebla consocius Wenzel, 1966
- Strebla cormurae Wenzel, 1976
- Strebla curvata Wenzel, 1976
- Strebla diaemi Wenzel, 1966
- Strebla diphyllae Wenzel, 1966
- Strebla galindoi Wenzel, 1966
- Strebla guajiro (Garcia & Casal, 1965)
- Strebla guarani (Garcia & Casal, 1965)
- Strebla hardeni Wenzel, 1976
- Strebla hertigi Wenzel, 1966
- Strebla hoogstraali Wenzel, 1966
- Strebla kohlsi Wenzel, 1966
- Strebla machadoi Wenzel, 1966
- Strebla matsoni Wenzel, 1976
- Strebla mirabilis (Waterhouse, 1879)
- Strebla obtusa Wenzel, 1976
- Strebla paramirabilis Wenzel, 1976
- Strebla proxima Wenzel, 1976
- Strebla tonatiae (Kessel, 1924)
- Strebla tupi (Garcia & Casal, 1965)
- Strebla wiedemanni Kolentai, 1856